# Kanton Sully-sur-Loire
Sully-sur-Loire is een kanton van het Franse departement Loiret. Het kanton maakt deel uit van de  arrondissementen Orléans (18) en  Montargis (5).

## Gemeenten
Het kanton Sully-sur-Loire omvatte tot 2014 de volgende 10 gemeenten:
- Cerdon
- Guilly
- Isdes
- Lion-en-Sullias
- Saint-Aignan-le-Jaillard
- Saint-Florent
- Saint-Père-sur-Loire
- Sully-sur-Loire (hoofdplaats)
- Viglain
- Villemurlin

Door de herindeling van de kantons bij decreet van 25 februari 2014 met uitwerking op 22 maart 2015 werd he kanton uitgebreid met 14 gemeenten.
Op 1 januari 2017 werden de gemeenten Bray-en-Val en Saint-Aignan-des-Gués samengevoegd tot de fusiegemeente (commune nouvelle) Bray-Saint-Aignan.
Dit herleidt de toegevoegde gemeenten tot volgende 13 : 
- Bonnée
- Les Bordes
- Bray-Saint-Aignan
- Coullons
- Dampierre-en-Burly
- Germigny-des-Prés
- Neuvy-en-Sullias
- Ouzouer-sur-Loire
- Poilly-lez-Gien
- Saint-Benoît-sur-Loire
- Saint-Brisson-sur-Loire
- Saint-Gondon
- Saint-Martin-sur-Ocre